# Antonio Domenicali
Antonio Domenicali (Serravalle, 17 de febrero de 1936–Segrate, 4 de julio de 2002) es un deportista italiano que compitió en ciclismo en la modalidad de pista, especialista en la prueba de persecución por equipos.
Participó en los Juegos Olímpicos de Melbourne 1956, obteniendo una medalla de oro en la prueba de persecución por equipos (junto con Franco Gandini, Leandro Faggin y Valentino Gasparella).

## Medallero internacional
| Juegos Olímpicos | Juegos Olímpicos      | Juegos Olímpicos | Juegos Olímpicos        |
| Año              | Lugar                 | Medalla          | Competición             |
| ---------------- | --------------------- | ---------------- | ----------------------- |
| 1956             | Melbourne (Australia) | Medalla de oro   | Persecución por equipos |